# Musaraigne de Radde
Espèce
Statut de conservation UICN

 LC  : Préoccupation mineure
La Musaraigne de Radde (Sorex Raddei) , est une espèce de Musaraigne, classifié LC par L'UICN.

## Description
C'est une musaraigne de grande taille, au pelage et aux flancs brun foncé à noirâtre, au ventre brun-noir à noirâtre ne contrastant pas beaucoup avec le dos et aux pieds brun foncé. 
La queue est proportionnellement plus longue que celle de S. satunini (de 66 à 85 % de la totalité du corps), et uniformément brun foncé à noire, rarement légèrement bicolore.
L'yypocone du mâle est plus pigmenté, de même taille (environ) que la Musaraigne alpine. En vue frontale, les pointes des premières incisives supérieures divergent légèrement. 

## Habitat
L'espèce fréquente les secteurs humides des forêts de hêtres et de sapins avec rochers et les landes d'altitude. Elle se rencontre souvent près des cours d'eau. On la rencontre jusqu'à 2 400 m dans le Caucase (à partir de 450 m en Turquie)